# Karel Hoffmeister

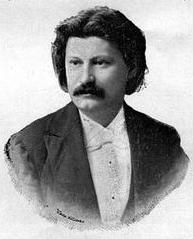

Karel Hoffmeister (* 26. September 1868 in Liblitz, Bezirk Melnik, Österreich-Ungarn; † 23. September 1952 in Hluboká nad Vltavou, Okres České Budějovice, Tschechoslowakei) war ein tschechischer Pianist, Klavierpädagoge und Musikwissenschaftler.

## Leben
Hoffmeister absolvierte ein Musikstudium in Prag und war Orgelschüler von Karel Knittl, Josef Klička und Karel Stecker, dann Klavierschüler von Jindřich Kàan z Albestu. Es schloss sich ein Studium der Geschichte, Kunstgeschichte und Ästhetik an der Karlsuniversität in Prag bei Otakar Hostinský an. Er lehrte nach 1891 an der Musikschule in Ljubljana und nach 1898 am Prager Konservatorium, nach 1902 als Professor für Musiktheorie und Musikgeschichte. Von 1920 bis 1939 Leiter einer Meisterklasse am staatlichen Konservatorium, wiederholt dessen Rektor, zugleich Klaviervirtuose und Musikschriftsteller.
Seit 1923 war er mit Unterbrechungen Rektor des Konservatoriums in Prag. 1926 führte er dort den Cembalunterricht ein. Zu seinen Schülern zählten u. a. František Rauch, Josef Páleníček, Otakar Vondrovic, Miroslav Klega, Vilém Petrželka, Ernst Roth, Jindřich Jindřich, Oskar Morawetz und Oldřich Kredba.
Hoffmeister war 1907 bis 1918 mit Karel Stecker Mitherausgeber der Hudební revue (Musikalische Revue). Als Musikwissenschaftler trat er mit Monographien über Antonín Dvořák, Bedřich Smetana, Johann Sebastian Bach hervor und setzte sich mit den Werken Leoš Janáčeks und Josef Suks auseinander.
Ein Verzeichnis seiner Publikationen und weiterer Literatur findet sich im Československý Hudební Slovník, Band 1 (1963).